# Connor Hawke
Connor Hawke est un superhéros appartenant à l'univers de DC Comics. Créé par le scénariste Kelley Puckett et le dessinateur Jim Aparo, le personnage de fiction apparaît pour la première fois dans le comic book Green Arrow vol.2 #0 de 1994. Présenté comme le second Green Arrow, il est le fils d'Oliver Queen, le premier Green Arrow, et de Sandra "Moonday" Hawke. 

## Apparitions dans d'autres médias
- Legends of Tomorrow : Connor Hawke (interprété par Joseph David-Jones) apparaît dans l'épisode Star City 2046, au cours du naufrage temporel en 2046 de l'équipe formé par Rip Hunter.  Il est ici un jeune justicier qui a repris le costume de Green Arrow pour faire face au fils de Deathstroke à la suite de la disparition du vrai justicier masqué. Dans cette version, il est le fils de John Diggle et non celui d'Oliver Queen.
- Arrow : Toujours interprété par Joseph David-Jones, Connor Hawke combat le crime aux côtés d'autres justiciers en 2040. Il est ici le fils adoptif de John Diggle, ses vrais parents étant Bronze Tiger et Sandra Hawke.
- Flash : Le personnage de Connor Hawke interprété par Joseph David-Jones apparait dans un épisode de la saison 2 (épisode 13).

A noter qu'Oliver Queen possède bien un fils dans la série mais celui-ci se prénomme William et non Connor.